# Los protagonistas

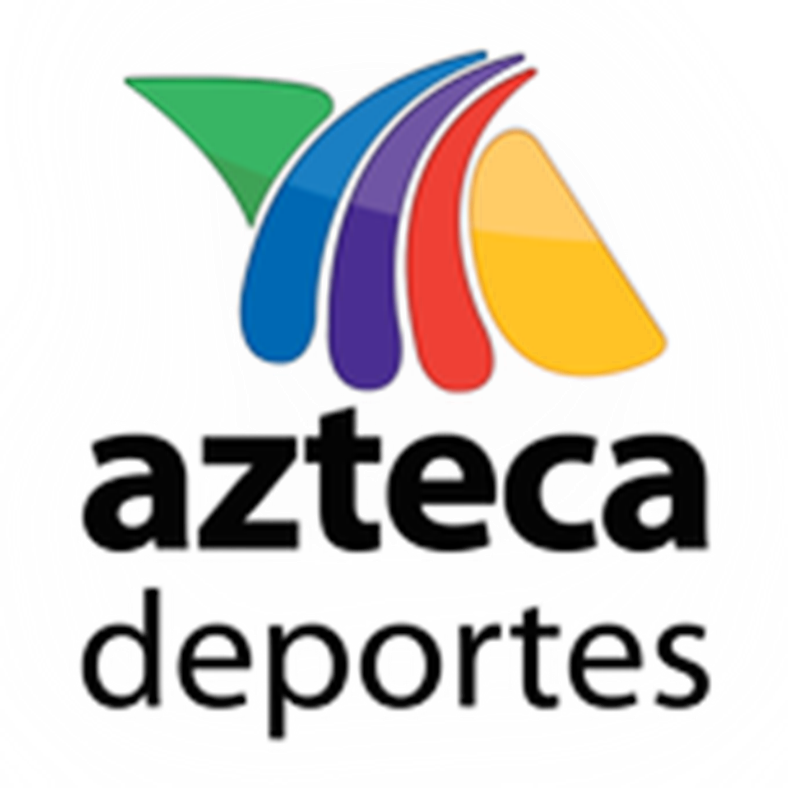

Los protagonistas es un programa de televisión en formato de noticiero periodístico deportivo transmitido de lunes a viernes a las 11:20 p. m. por Azteca Uno y Azteca 7 de México (en este último solo en la transmisión de eventos importantes como las Copas Mundiales de la FIFA o Juegos Olímpicos), en ocasiones el programa inicia al terminar el programa de política Campaneando.

## Historia

### Emisión original
Originalmente el formato nació en mayo de 1986 para el mundial de fútbol celebrado en México ese mismo año, se transmitió en Canal 13 de la cadena gubernamental Imevisión con la conducción de José Ramón Fernández, Raúl Orvañanos, Carlos Albert Llorente, Alberto Fabriz del Toro, Fernando Marcos González, José Lamadrid, Óscar Cadena, los exfutbolistas Ignacio Trelles, Miguel Marín, Antonio Carbajal, entre otros.
En agosto de 1993, tras la fundación de TV Azteca, se empezó a transmitir de lunes a viernes a las 2:00 p.m. por TV 7 (hoy Azteca 7) bajo el nombre de Los protagonistas en vivo, era conducido por José Ramón Fernández, David Medrano, Enrique Garay, Barak Fever, Rafael Puente, Juan Carlos Vázquez, Emilio Fernando Alonso, entre otros más.
En 2001, el programa comenzó a emitir una edición nocturna, se transmitía de lunes a viernes a las 11:00 p.m. en Azteca Trece bajo el nombre Los protagonistas de la noche, años después comenzó a transmitirse a las 11:30 p.m. en el mismo canal.
El programa fue evolucionando cada dos años para cubrir tanto Juegos Olímpicos como Mundiales de fútbol y a lo largo de estos se incorporaron distintos conductores y comediantes. Cabe destacar que dentro de estas emisiones se incorporó por primera vez en la transmisión de eventos deportivos segmentos de humor que se hicieron célebres por la participación de Andrés Bustamante por invitación de José Ramón Fernández, por lo que se le considera a este último el creador de dicho concepto que dio cabida a comediantes como Víctor Trujillo y Ausencio Cruz, el formato ha sido imitado en televisoras de distintas partes del mundo, así como en Televisa, competencia directa de TV Azteca.
En 2007, salió del aire Los protagonistas en vivo. Tras la salida de esta, Los protagonistas de la noche simplemente cambió su nombre a Los protagonistas.
El 15 de agosto de 2014, salió del aire debido a que TV Azteca decidió usar el horario de la emisión para abrir una nueva barra de telenovelas extranjeras con El astro, La guerrera, Avenida Brasil e Insensato corazón ocuparon ese horario por un año y 9 meses.

### Regreso
El 16 de mayo de 2016, el programa regresó a Azteca Trece (hoy Azteca Uno) después de casi 2 años y nuevamente en el horario de las 11:00 p.m., el cual había sido ocupado por telenovelas extranjeras, presentado esta vez por Antonio Rosique, Carlos Guerrero, Omar Zerón, Rebeka Zebrekos, Christian Martinoli, Luis García Postigo, David Medrano, Inés Sainz Gallo, Jorge Valdano, Antonio Carlos Santos y Marco Antonio Rodríguez "Chiquimarco". Durante una semana contó con la participación de Bruno Marioni.
En este regreso, el primer programa fue Trending topic en Twitter donde seguidores apoyaron el regreso del programa.

### Los protagonistas del verano
A principios de junio de 2019 se confirmó la nueva versión del programa llamado Los protagonistas del verano, por primera vez con transmisiones simultáneas en Azteca 7 y Azteca Uno, todo esto debido a que en este año la Copa América Brasil 2019 y la Copa Oro 2019 se jugaron simultáneamente y se trasmitieron por TV Azteca en el segmento Amor de verano.

### Comex Masters
El 16 de marzo de 2020 el programa inicia un convenio con la empresa de pinturas Comex, el cual mantuvo Comex Masters, dicho programa se reserva solo para los días lunes una emisión con dicho patrocinador, el concepto estuvo hasta abril del año 2023.

## Conductores

### Actuales

#### Regulares
- Rodolfo Vargas
- Carlos Guerrero
- Andrea Sola
- Renata Ibarrarán
- Christian Martinoli
- Luis García Postigo
- Luis Roberto Alves
- Rafael Ayala III

#### Esporádicos
- Antonio Rosique
- Inés Sainz Gallo
- David Medrano
- Gerardo Velázquez de León
- Álvaro López Sordo
- Omar Villareal

Con apariciones esporádicas del equipo de analistas de Azteca Deportes.

### Anteriores o invitados
- Luis Enrique Alfonzo
- Juan Antonio Hernández "El Torero"
- Antonio Carlos Santos
- Marco Antonio Rodríguez
- Omar Zerón
- Matías Vuoso
- Pablo de Rubens
- Rebeka Zebrekos
- Bruno Marioni
- Jose Ramón Fernández
- Enrique Garay
- Raúl Orvañanos
- Carlos Albert
- Barak Fever
- Rafael Puente
- Juan Carlos Vázquez
- Emilio Fernando Alonso
- Alberto Fabriz del Toro
- Luis Omar Tapia
- Fernando Marcos González
- José Luis Lamadrid
- Óscar Cadena
- Ignacio Trelles
- Miguel Marín
- Antonio Carbajal
- Andrés Bustamante
- Víctor Trujillo
- Ausencio Cruz
- Francisco Javier González Chávez
- Pepe Espinoza
- Javier Solórzano
- David Faitelson
- Luis Villicaña
- Fernando Alonso Avilés
- Alfredo Domínguez Muro
- Roberto Gómez Junco
- Antonio Moreno
- Rafael Puente
- Silvana Galván
- Rodrigo Murray
- Jesús Ochoa
- César Luis Menotti
- Jorge Valdano (solo en coberturas de Copas Internacionales)
- Emilio Butragueño
- Javier Aguirre
- Alfredo Ruiz
- Eugenio Díaz
- André Marín
- Patricia Llaca
- Carlos Alberto Aguilar
- Antonio Lamazón
- Patty López de la Cerda
- César Castro
- Sofía Bernal
- Mary Carmen Lara
- Eduardo Ruiz
- Ashley González
- Hannah Wotton (únicamente en el segmento de Azteca Esports)[4]
- Edward Crush (únicamente en el segmento de Azteca Esports)
- Riki Pinta (solo los lunes en su segmento de pintura, hasta 2021)
- Koka (solo los lunes en su segmento de pintura, hasta marzo de 2023)